# Aire urbaine de Figeac
L'aire urbaine de Figeac est une aire urbaine française constituée autour de la ville de Figeac (Lot).
En 1999 elle comptait 20 communes, sa population faisait d'elle la 306e aire urbaine de France.
L’aire urbaine de Figeac a les mêmes limites que l’espace urbain de Figeac.

## Caractéristiques
En 2020 l'aire urbaine de Figeac devient l'aire d'attraction de Figeac.
D'après la délimitation établie par l'INSEE en 2010, l'aire urbaine de Figeac est composée de 33 communes, toutes situées dans le Lot sauf quatre dans le département de l'Aveyron : Balaguier-d'Olt, Capdenac-Gare, Naussac et Sonnac.
Son pôle urbain est l'unité urbaine de Figeac (couramment : agglomération).

### Communes
Liste des communes appartenant à l'aire urbaine de Figeac selon la nouvelle délimitation de 2010 et sa population municipale en 2017 (liste établie par ordre alphabétique) :
| Nom                    | Code Insee | Statut | Superficie (km2) | Population (dernière pop. légale) | Densité (hab./km2) |
| ---------------------- | ---------- | ------ | ---------------- | --------------------------------- | ------------------ |
| Balaguier-d'Olt        | 12018      |        | 10,84            | 175 (2022)                        | 16                 |
| Béduer                 | 46021      |        | 24,78            | 732 (2022)                        | 30                 |
| Boussac                | 46035      |        | 7,77             | 182 (2022)                        | 23                 |
| Cambes                 | 46051      |        | 6,57             | 347 (2022)                        | 53                 |
| Camboulit              | 46052      |        | 5,19             | 254 (2022)                        | 49                 |
| Camburat               | 46053      |        | 8,03             | 445 (2022)                        | 55                 |
| Capdenac               | 46055      |        | 10,9             | 1 070 (2022)                      | 98                 |
| Capdenac-Gare          | 12052      |        | 20,21            | 4 394 (2022)                      | 217                |
| Carayac                | 46056      |        | 6,87             | 107 (2022)                        | 16                 |
| Cardaillac             | 46057      |        | 18,1             | 621 (2022)                        | 34                 |
| Corn                   | 46075      |        | 15,26            | 238 (2022)                        | 16                 |
| Cuzac                  | 46085      |        | 5,02             | 242 (2022)                        | 48                 |
| Faycelles              | 46100      |        | 14,08            | 722 (2022)                        | 51                 |
| Felzins                | 46101      |        | 15               | 467 (2022)                        | 31                 |
| Figeac                 | 46102      |        | 35,16            | 9 757 (2022)                      | 278                |
| Fons                   | 46108      |        | 14,95            | 403 (2022)                        | 27                 |
| Fourmagnac             | 46111      |        | 3,78             | 176 (2022)                        | 47                 |
| Frontenac              | 46116      |        | 2,84             | 70 (2022)                         | 25                 |
| Issepts                | 46133      |        | 9,15             | 277 (2022)                        | 30                 |
| Lentillac-Saint-Blaise | 46168      |        | 5,75             | 191 (2022)                        | 33                 |
| Linac                  | 46174      |        | 12,3             | 235 (2022)                        | 19                 |
| Lissac-et-Mouret       | 46175      |        | 15,55            | 943 (2022)                        | 61                 |
| Lunan                  | 46180      |        | 6,15             | 614 (2022)                        | 100                |
| Naussac                | 12170      |        | 14,7             | 414 (2022)                        | 28                 |
| Planioles              | 46221      |        | 5,85             | 549 (2022)                        | 94                 |
| Prendeignes            | 46226      |        | 15,76            | 232 (2022)                        | 15                 |
| Reyrevignes            | 46237      |        | 12,44            | 366 (2022)                        | 29                 |
| Saint-Félix            | 46266      |        | 7,73             | 523 (2022)                        | 68                 |
| Saint-Jean-Mirabel     | 46272      |        | 9,2              | 309 (2022)                        | 34                 |
| Saint-Perdoux          | 46288      |        | 12,53            | 202 (2022)                        | 16                 |
| Saint-Pierre-Toirac    | 46289      |        | 5,83             | 164 (2022)                        | 28                 |
| Sonnac                 | 12272      |        | 11,98            | 517 (2022)                        | 43                 |
| Viazac                 | 46332      |        | 17,74            | 339 (2022)                        | 19                 |

### Évolution de la composition
- 1999 : 20 communes (dont 2 forment le pôle urbain)
- 2010 : 33 communes (dont 5 forment le pôle urbain)
  - Capdenac et Capdenac-Gare ajoutées à l'unité urbaine de Figeac (+2)
  - Lunan passe de communes de la couronne à commune du pôle urbain (0)
  - Balaguier-d'Olt, Carayac, Cuzac, Fons (Lot), Felzins, Lentillac-Saint-Blaise, Issepts, Naussac, Reyrevignes, Saint-Pierre-Toirac et Sonnac sont ajoutées à la couronne du pôle urbain (+11)

## Évolution démographique
L'évolution démographique ci-dessous concerne l'unité urbaine selon le périmètre défini en 2010.
| 1968   | 1975   | 1982   | 1990   | 1999   | 2009   | 2011   | 2012   | 2013   | 2015   |
| ------ | ------ | ------ | ------ | ------ | ------ | ------ | ------ | ------ | ------ |
| 23 679 | 24 041 | 23 941 | 23 327 | 23 422 | 25 260 | 25 294 | 25 414 | 25 593 | 25 857 |

| 2016   | 2017   | 2019   | - | - | - | - | - | - | - |
| ------ | ------ | ------ | - | - | - | - | - | - | - |
| 25 991 | 26 033 | 26 189 | - | - | - | - | - | - | - |